# Guðmundur Friðjónsson
Guðmundur Friðjónsson, född 24 oktober 1869 i Aðaldalur, död 26 juni 1944, var en isländsk författare. 
Guðmundur, som var bonde i Suður-Þingeyjarsýsla på nordöstra Island, hade mycket ofullständig skolbildning, men omfattande självlärdom. Han utgav lyriska diktsamlingar (Úr heimahögum 1902; Haustlong, namnet efter Tjodolf av Hvins kända fornkväde, 1915) och noveller (Einir, "Enen", 1898, Undir beru lopti 1904, Ólof í Ási 1907, Tólf sögur 1915) och vann stor uppskattning. 
Som skald visade Guðmundur originalitet, fantasi och sinne för formen samt, liksom i sina noveller, en ärlig strävan att finna det mänskliga, en vidsynt och varm känslighet. Somliga av hans noveller är mycket starka och ger en trovärdig, åskådlig skildring av natur, folkliv och karaktärer från Island.